# Cooley LLP
Cooley LLP是一家美国国际律師事務所，总部位于加州帕羅奧圖，在全球设有办事处。在《华尔街日报》評選出的 "十亿美元创业俱乐部 "中，超过三分之一的公司是Cooley LLP的客户。